# Palais Caraffa
Le palais Caraffa, en corse Casa Caraffa ou Palazzu Caraffa, est un bâtiment situé dans le centre historique de Bastia, au bas de la rue du Chanoine-Letteron (carrughju Drittu), dans le quartier de Terra Vechja. 
C'est une maison patricienne ayant appartenu à la famille Caraffa. Elle appartient depuis 2002 à la commune de Bastia.

## Historique

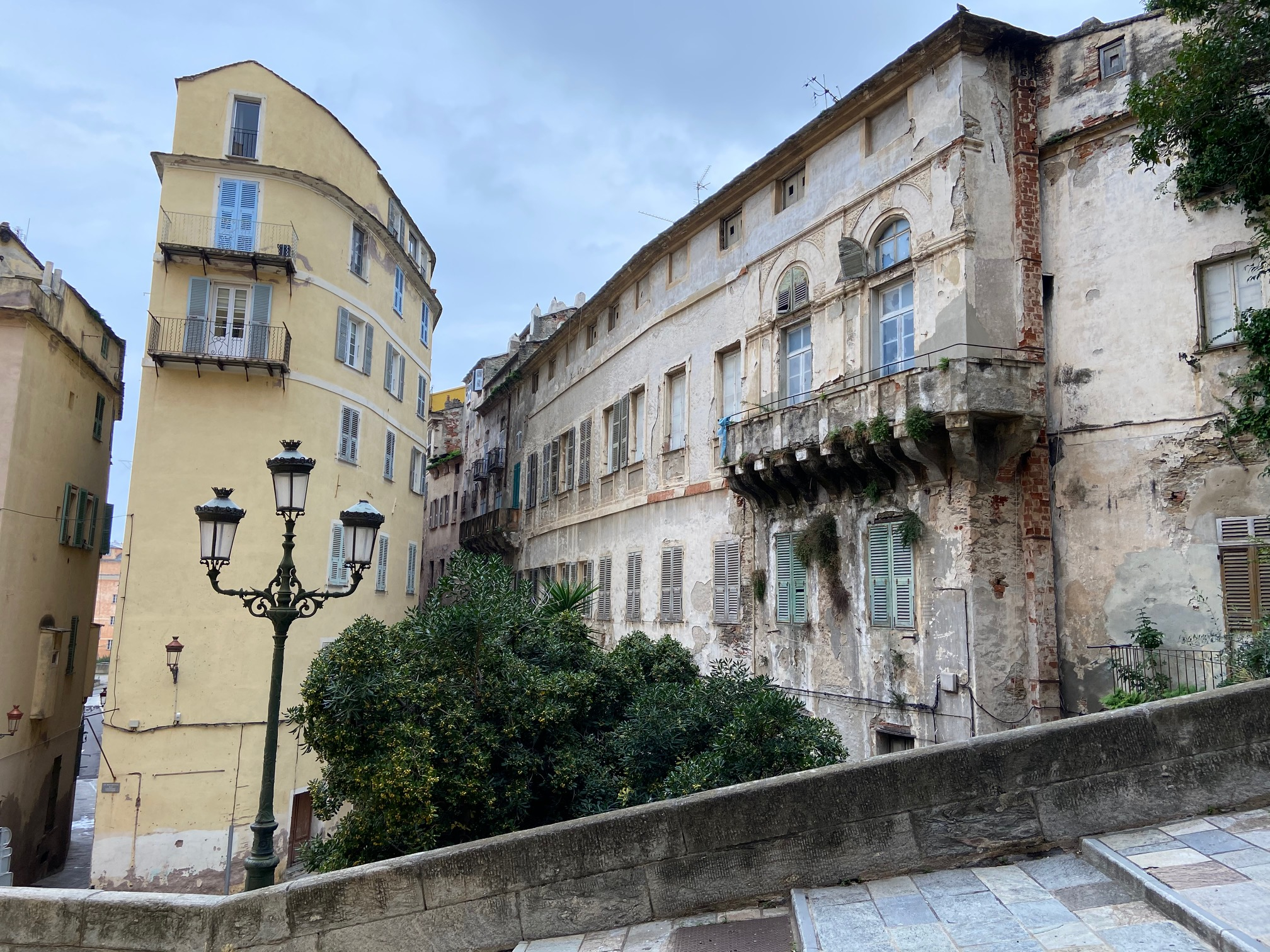
Le palais Caraffa situé au bas du Carrughju Dirittu

La façade de la maison (ou palais) Caraffa est la plus haute de Bastia. À l'origine il s'agissait d'une maison bourgeoise, construite en 1612 par la famille Petroni. Vers 1680 la maison Petroni fut utilisée comme soubassement d'une importante maison construite pour Anton Bastiano Caraffa, riche notable bastiais.
Le palais est agrandi en 1775 par Giovan Battista de Caraffa, qui était maire de Bastia en 1789.
Un jardin botanique a été aménagé en 1865.
Le palais est inscrit au titre des monuments historiques par arrêté du 4 mai 2009 et par arrêté du 2 mai 2018, et par l'arrêté du 13 février 2022 qui se substitue à celui de 2009. 
Cédée en 2002 par la famille Bronzini de Caraffa à la municipalité bastiaise, il est prévu qu'elle soit restaurée en 2020.

## Description

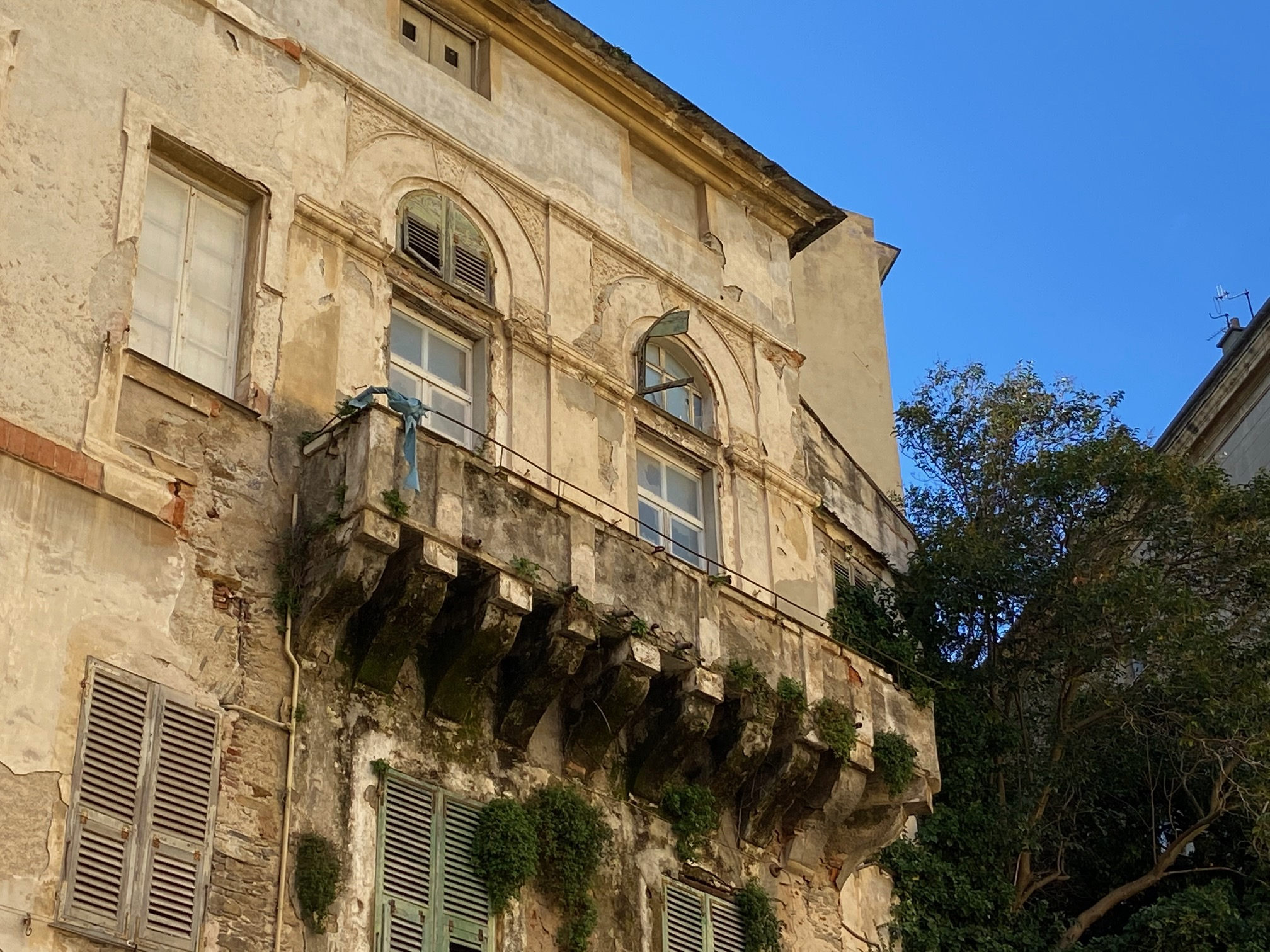
Balcon du palais Caraffa

Au rez-de-chaussée se trouvaient des boutiques, des caves et une tannerie. Au premier étage logeaient commerçants et employés.
Au troisième niveau sont situés les appartements de réception, spacieux et voûtés. C'est à cet étage que l'on trouve également les balcons maçonnés.  Depuis le portail du n°2 on accède directement à cet étage par un grand escalier d'honneur.
La pièce la plus remarquable est un grand salon dont la voûte est peinte en trompe-l'œil. On y trouve également une des plus belles bibliothèques privées de la ville.
On trouve également une chapelle, décorée vers 1770.
Côté rue on trouve plusieurs pièces, dont le salon Wurtenberg, du nom du duc Ludwig von Wurtenberg qui fut l'hôte de la famille en 1741.

## Galerie

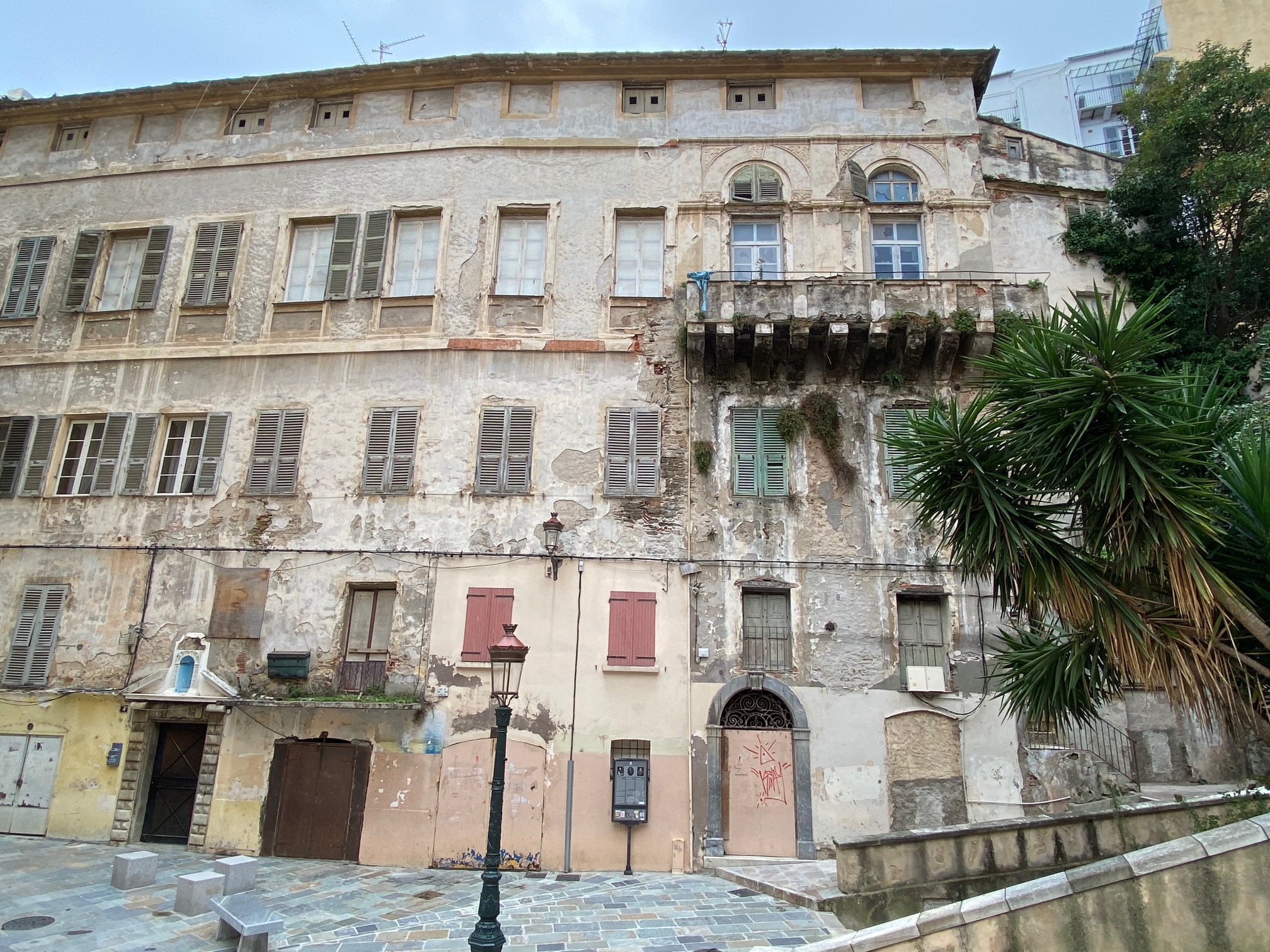
Façade du Palazzu Caraffa
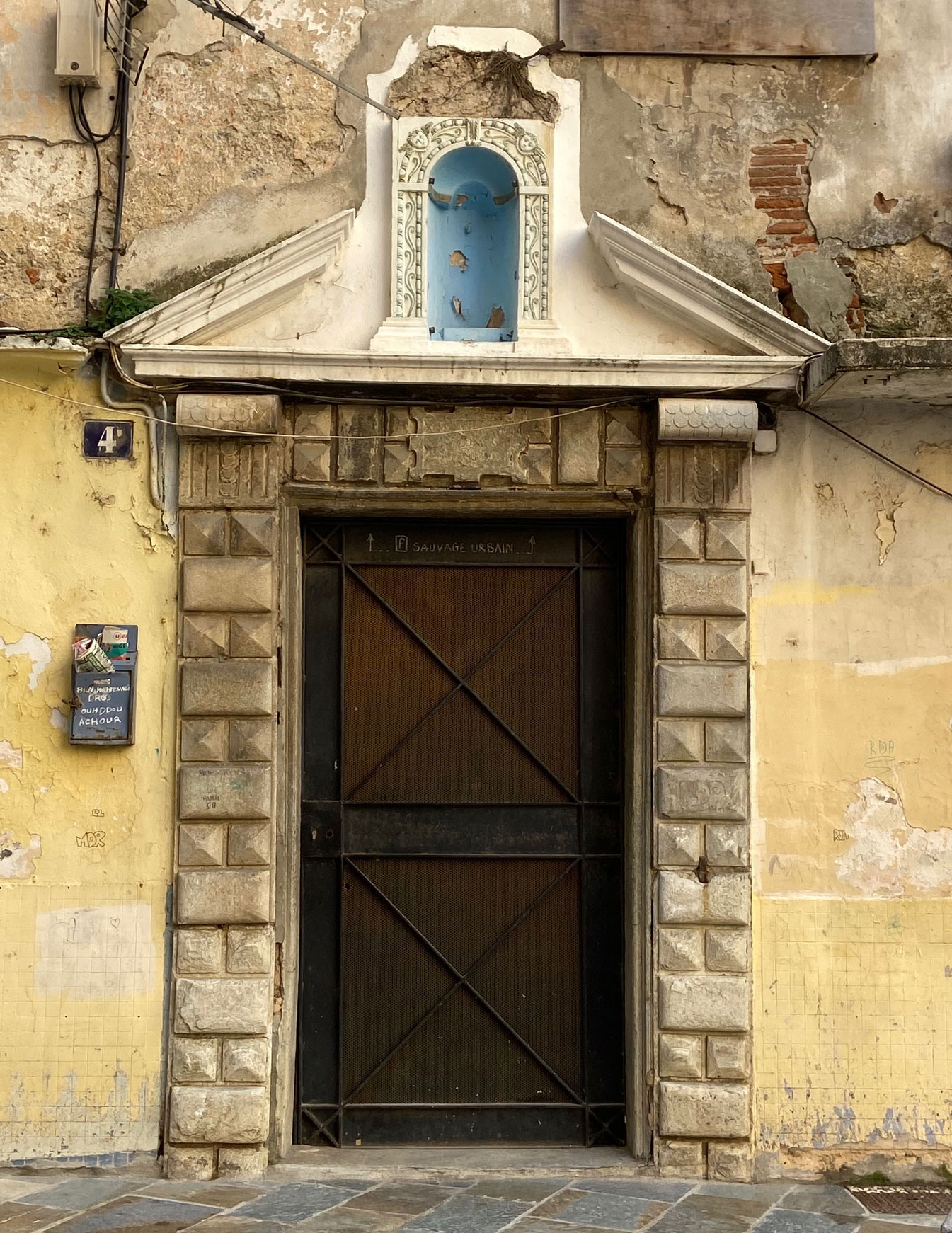
Entrée du n°4 de la rue du Chanoine-Letteron